# Tomas Stender
Tomas F. Munthe Stender (født 21. maj 1966) er en dansk skuespiller.
Stender er uddannet fra Skuespillerskolen ved Aarhus Teater i 1993.

## Filmografi
- Riget I (1994)
- Riget II (1997)
- Brutal Incasso (2005)

### Tv-serier
- Ved stillebækken (1999)
- Ørnen (2004)